# Camillo De Lellis
Camillo De Lellis (San Benedetto del Tronto, 11 de junho de 1976) é um matemático italiano, ativo no campo de cálculo variacional, leis de conservação de sistemas hiperbólicos, teoria da medida geométrica e dinâmica dos fluidos.
Para o Congresso Internacional de Matemáticos de 2022 em São Petersburgo está listado como palestrante plenário.

## Prémios e honrarias
- Medalha Stampacchia 2009
- Prémio Fermat 2013[3]
- Prémio Renato Caccioppoli 2014